# Ukraiński Legion Samoobrony
Ukraiński Legion Samoobrony lub Legion Wołyński, także Schutzmannschaft Bataillon der Sicherheitspolizei 31 – ukraińska kolaboracyjna ochotnicza formacja zbrojna podczas II wojny światowej.
Geneza legionu sięga sierpnia 1943 roku, kiedy to melnykowska frakcja Organizacji Ukraińskich Nacjonalistów przystąpiła do odtwarzania swoich formacji zbrojnych na Wołyniu, unicestwionych kilka tygodni wcześniej na skutek działań konkurencyjnej frakcji banderowskiej. Jesienią tegoż roku melnykowcy przyjęli ofertę Sicherheitsdienst i zgodzili się sformować specjalny oddział partyzancki, który we współpracy z Niemcami miał zwalczać partyzantkę polską i sowiecką. Niemcy sprawowali początkowo stosunkowo ograniczoną kontrolę nad legionem, z czasem jednak zaczęła ona rosnąć, a ULS przekształcił się stopniowo w jednostkę przeciwpartyzancką o charakterze na wpół policyjnym.
ULS operował początkowo na Wołyniu, później na terenach Lubelszczyzny i Małopolski. W czasie działań przeciwpartyzanckich dopuszczał się zbrodni na ludności cywilnej, m.in. dokonując kilkukrotnie pacyfikacji polskich wsi. We wrześniu 1944 roku grupa bojowa ULS pod dowództwem płk. Petra Diaczenki została skierowana przez Niemców do tłumienia powstania warszawskiego. Z kolei na początku lutego 1945 roku ULS przerzucono do Słowenii z zadaniem zwalczania jugosłowiańskiej partyzantki komunistycznej. Miesiąc później legion został wcielony w skład 14 Dywizji Grenadierów SS.

## Geneza i utworzenie ULS
W połowie 1942 roku odłam Organizacji Ukraińskich Nacjonalistów kierowany przez Andrija Melnyka (tzw. OUN-M) przystąpił do formowania własnych formacji zbrojnych, które miały zwalczać rosnącą w siłę partyzantkę sowiecką, a zarazem chronić ludność ukraińską przed niemieckim terrorem. Do organizowania melnykowskiej partyzantki przystąpiono m.in. na Wołyniu. Pierwsze działania bojowe zostały przez nią podjęte w grudniu 1942 roku. Oddziały Wojskowe OUN-M odczuwalnie wzrosły w siłę wczesną wiosną 1943 roku, gdy dołączyło do nich wielu ukraińskich policjantów, którzy w ramach masowej dezercji porzucili służbę na rzecz Niemiec. Melnykowcy koncentrowali się na zwalczaniu sowieckiej partyzantki, przeprowadzali także akcje wymierzone w okupantów niemieckich. Między innymi w styczniu lub lutym 1942 roku uwolnili Ukraińców przetrzymywanych przez Niemców w więzieniu w Dubnie.
Kierownictwo OUN-M zajęło negatywne stanowisko wobec masowych mordów na Polakach dokonywanych przez banderowską frakcję OUN oraz podległą jej Ukraińską Powstańczą Armię. Niemniej na Wołyniu miały miejsce wypadki, gdy melnykowcy – przede wszystkim z inicjatywy lokalnych komendantów – zwalczali polską partyzantkę i samoobronę, a także dokonywali napadów na ludność cywilną. Między innymi sotnia pod dowództwem „Biłego” wzięła udział w zbrodni w Zabołotcach. Inne oddziały melnykowców wspólnie z UPA dokonywały masakr ludności polskiej w Kątach oraz w okolicach Porycka.
W lipcu 1943 roku OUN-B, która dążyła do podporządkowania sobie wszystkich odłamów ukraińskiego ruchu nacjonalistycznego, przystąpiła do likwidacji Oddziałów Wojskowych OUN-M. Na Wołyniu oddziały UPA działając z zaskoczenia otoczyły i rozbroiły melnykowskie sotnie „Chrina” i „Biłego”. Część oficerów i partyzantów wcielono w szeregi UPA. Ci, którzy odmówili, byli brutalnie mordowani przez Służbę Bezpieczeństwa OUN.
Prawdopodobnie w sierpniu 1943 roku spośród zdekonspirowanych przez SB OUN członków struktur terenowych OUN-M sformowano na Wołyniu oddział partyzancki. Na jego czele stanęli Mychajło Sołtys ps. „Czerkas” i Arjon Poliszczuk ps. „Neczaj”. Niedługo później w ręce Niemców wpadł jeden z melnykowskich łączników, co zwróciło na oddział uwagę Sicherheitsdienst. W drugiej połowie sierpnia lub na początku września na cmentarzu we wsi Miłusze doszło do pierwszego spotkania przedstawicieli łuckiego Prowidu OUN-M z funkcjonariuszami miejscowej SD. Do kolejnych rozmów doszło w Łucku. Ostatecznie zawarto porozumienie, na mocy którego melnykowcy zgodzili się sformować oddział, który we współpracy z Niemcami miał zwalczać sowiecką i polską partyzantkę. W zamian Niemcy zgodzili się zwolnić aresztowanych melnykowców oraz zadeklarowali ograniczenie represji wobec miejscowej ludności ukraińskiej. „Czerkas”, który był głównym inicjatorem podjęcia rozmów z Niemcami, zdecydował się zawrzeć porozumienie bez uzgodnienia z kierownictwem OUN-M we Lwowie.

## Nazewnictwo
Początkowo jednostka posługiwała się nazwą Rejdujuczyj Widdił. Prawdopodobnie stosowane były również określenia Legion Wołyński lub Wołyński Legion Samoobrony. Nazwę Ukraiński Legion Samoobrony (ukr. Український Легіон Самооборони) zaczęto prawdopodobnie stosować od marca lub nie później niż w czerwcu 1944 roku.
W dokumentach niemieckich legion występował początkowo pod nazwami Kampfgruppe Assmuss, Sonderheit Assmuss lub Melnikkampfgruppe. Od połowy 1944 roku używano natomiast nazw Ukrainische Selbstschutz Legion lub Schutzmannschaft Bataillon der Sicherheitspolizei 31 (31. SMdS Bataillon). W niektórych źródłach pojawiają się ponadto nazwy 31. batalion SD lub 31. batalion Schutzmannschaft.

## Działalność legionu

### Wołyń
Do końca listopada 1943 roku oddział „Czerkasa”–„Neczaja” prowadził samodzielne działania, ukierunkowane przede wszystkim na werbunek ochotników oraz utrzymanie wpływów OUN-M w regionie. Na początku grudnia oddział przewieziono niemieckimi samochodami do Podhajec, gdzie przystąpiono do formowania legionu. Niemcy zapewnili nowo formowanej jednostce mundury i zaopatrzenie. Dołączyło do niej również dwóch niemieckich oficerów łącznikowych, którzy uprzednio uczestniczyli w negocjacjach w sprawie powołania legionu: SS-Hauptsturmführer Siegfried Assmuss i SS-Oberscharführer Gustav Rauling. W styczniu 1944 roku ten pierwszy został mianowany niemieckim dowódcą legionu (dowódcą ukraińskim pozostawał „Czerkas”). Dzięki werbunkowi ochotników liczebność oddziału wzrosła dwukrotnie. Przed opuszczeniem Podhajec w styczniu 1944 roku legioniści dokonali tam masakry Żydów (według źródła banderowskiego około 30, według źródeł sowieckich około 100).
Początkowo legion walczył z sowieckimi partyzantami w rejonie Cumania. Pod koniec stycznia 1944 roku został przerzucony w rejon Łucka. Rozbudowano go wówczas do 2–3 sotni. W związku z postępami Armii Czerwonej musiał jednak zostać wycofany na zachód: najpierw do Torczyna, później do Uściługa. W lutym 1944 roku prowadził działania przeciwko partyzantce sowieckiej oraz polskiej 27 Wołyńskiej Dywizji Piechoty Armii Krajowej. W walkach tych okazał niską wartość bojową, a jego straty sięgnęły od kilkudziesięciu do 100 ludzi (nawet do 30% stanu osobowego). 15 lutego, podczas zarządzonej przez Niemców operacji przeciwpartyzanckiej wymierzonej w 27. DP AK, członkowie legionu spacyfikowali zamieszkaną przez Polaków kolonię Karczunek, mordując od 30 do 60 mieszkańców.

### Lubelszczyzna i Małopolska
Pod koniec lutego 1944 roku legion przerzucono na zachodni brzeg Bugu. Pod koniec lutego 1944 roku jego pododdziały stanęły na kwaterach we wsiach Moroczyn i Dziekanów w powiecie hrubieszowskim. W następnym miesiącu został rozbudowany do szczebla batalionu. Wtedy też prawdopodobnie zaczęła obowiązywać nazwa „Ukraiński Legion Samoobrony”. Nowym ukraińskim dowódcą wojskowym został płk Ołeksander Kwitko, natomiast „Czerkas” pozostał politycznym liderem formacji. Legion składał się odtąd z trzech sotni: dwóch liniowych, którymi dowodzili Mychajło Karkoć ps. „Wowk” i Jurij Makuch ps. „Makuch”, oraz szkolnej pod dowództwem Romana Kiweljuka ps. „Woron”. Sformowano ponadto pododdział artylerii, grupę rozpoznawczą, szpital polowy, żandarmerię, sąd polowy, a także szkołę podoficerską, na czele której stanął Petro Oksentiw ps. „Terlica”. ULS wydawał nawet własne czasopismo „Ukrajińskyj Legioner”, której redaktorem był Wołodymyr Trojan ps. „Trojan”. W czerwcu lub lipcu 1944 roku nowym dowódcą wojskowym legionu został płk Wołodymyr Herasymenko ps. „Tur”.
Legion z przerwami przebywał na Lubelszczyźnie do końca czerwca 1944 roku. W tym czasie walczył z polską i sowiecką partyzantką, w tym przede wszystkim z I Batalionem Oddziałów Hrubieszowskich BCh dowodzonym przez Stanisława Basaja ps. „Ryś”. W czasie tych działań jego członkowie dopuszczali się zbrodni wojennych. 26 marca 1944 roku legioniści zamordowali pięciu przypadkowo spotkanych Polaków – uchodźców z Wołynia. Następnego dnia, podczas operacji przeciwpartyzanckiej wymierzonej w oddział „Rysia”, wspólnie z funkcjonariuszami innych niemieckich i ukraińskich formacji policyjnych spacyfikowali wieś Smoligów, mordując od 70 do 230 mieszkańców. Po tej operacji legion dwukrotnie – w kwietniu oraz w maju – czasowo przerzucono z powrotem na Wołyń. W czasie pierwszej z tych wypraw razem z oddziałem niemieckiego Grenzschutzu urządził pod wsią Łudzin zasadzkę na oddział UPA. W rejon Hrubieszowa powrócił w czerwcu lub na początku lipca 1944 roku.
W drugiej połowie lipca 1944 roku w związku z postępami Armii Czerwonej legion rozpoczął odwrót na zachód. W trakcie przemarszu, w nocy z 22 na 23 lipca, we wsi Chłaniów w przypadkowym starciu z sowieckimi partyzantami zginął jego niemiecki dowódca SS-Hauptsturmführer Assmuss. Następnego dnia na rozkaz płk. Herasymenki członkowie ULS spacyfikowali Chłaniów oraz sąsiedni Władysławin. Zamordowano 44 Polaków i spalono od 35 do 41 gospodarstw. Według relacji polskich świadków legion „specjalizował się” w wyłapywaniu cywilnych Polaków i ich „wyrafinowanym” torturowaniu.
W pierwszych dniach sierpnia 1944 roku ULS stanął na kwaterach we wsi Bukowska Wola w powiecie miechowskim. W międzyczasie w jego dowództwie zaszły pewne zmiany personalne. 24 lipca w miejsce zabitego Assmussa władze niemieckie wyznaczyły SS-Sturmbannführera Ewalda Biegelmayera. Do legionu dołączył także płk Petro Diaczenko (według innych źródeł nastąpiło to już w czerwcu). Oficer ten – cieszący się według niektórych źródeł dużym zaufaniem SD – został szefem sztabu i zastępcą dowódcy ULS. Trwała jednocześnie rozbudowa formacji. Liczba kompanii (sotni) liniowych wzrosła do czterech. Utworzono także czotę (pluton) kawalerii, a na bazie pododdziału artylerii – kompanię ckm. W sierpniu 1944 roku ULS liczył od 600 do 900 oficerów i żołnierzy. Rozbudowie jednostki towarzyszyło jednak postępujące uzależnienie od Niemców. Melnykowcy nie byli bowiem w stanie zapewnić nowo powstałym pododdziałom odpowiednio wykwalifikowanej kadry oficerskiej i podoficerskiej, stąd z jednej strony wzrosła liczba przydzielonych do ULS funkcjonariuszy SD, a z drugiej napłynęli doń dawni zwolennicy Symona Petlury, którzy czuli większą lojalność wobec Niemców, niż kierownictwa OUN-M.
Przerzucenie legionu z częściowo zamieszkałych przez ludność ukraińską terenów nadbużańskich do etnicznie polskich okolic Miechowa wywołało duże niezadowolenie w szeregach formacji. Efektem były m.in. przypadki dezercji. Sytuację pogarszało postępowanie Biegelmayera, który w przeciwieństwie do poprzednika nie krył się z faktem, iż uważa ULS wyłącznie za narzędzie w rękach Sicherheitspolizei.
W trakcie pobytu na ziemi miechowskiej ULS kilkukrotnie wziął udział w akcjach przeciwko polskim partyzantom z Republiki Pińczowskiej. Podczas jednej z tych akcji, 5 sierpnia 1944 roku, legioniści zamordowali 11 mieszkańców wsi Szarbia.

### Warszawa
W drugiej połowie sierpnia niemieckie dowództwo podjęło decyzję o przerzuceniu legionu do Warszawy, gdzie trwało w tym czasie polskie powstanie. Decyzja ta wywołała sprzeciw politycznego kierownictwa ULS, które obawiało się, że decyzja ta oznaczać będzie kres nadziei na walkę o niepodległość Ukrainy, a zarazem ostatecznie sprowadzi ULS do roli wyłącznie niemieckiej jednostki policyjnej. „Czerkas” udał się do Krakowa by zaprotestować u wyższych władz niemieckich; według innej wersji to Niemcy zaprosili go na rozmowy w urzędzie komendanta SD i policji bezpieczeństwa w dystrykcie krakowskim. W drodze do Krakowa zaginął jednak bez wieści, prawdopodobnie zatrzymany i potajemnie zamordowany przez Gestapo. Z kolei „Trojan” wezwał legionistów do dezercji, a gdy ci nie posłuchali jego wezwania, sam zdezerterował z legionu.
Chcąc uśmierzyć rodzący się w legionie zamęt, Niemcy zdecydowali się na demonstrację siły. W drugiej połowie sierpnia wezwane przez Biegelmayera oddziały SS i policji otoczyły Bukowską Wolę. Następnie legion został rozczłonkowany. Spośród legionistów sformowano grupę bojową, która pod dowództwem płk. Diaczenki wyruszyła do Warszawy. Pułkownik Herasymenko wraz z 3. sotnią pod dowództwem Jurija Makucha został wysłany na obszary górskie z zadaniem prowadzenia działań rozpoznawczych i przeciwpartyzanckich. Z ULS wydzielono także niewielką grupę rozpoznawczą, którą przydzielono do podległego Wehrmachtowi Dowództwa Frontowego Rozpoznania 101 (Frontaufklärungskommando 101, FAK 101). W Miechowie pozostawiono sztab, jedną kompanię liniową, jazdę, pododdziały moździerzy i ckm, oraz służby sanitarne i gospodarcze. Pozostawionych w Miechowie legionistów wykorzystywano głównie do służby wartowniczej.
W składzie grupy bojowej dowodzonej przez Diaczenkę znalazła się blisko 1/3 żołnierzy ULS. Byli to prawdopodobnie ochotnicy, a być może żołnierze nieżonaci lub wytypowani przez niemieckie dowództwo jako „wichrzyciele”. Ochotnikiem najprawdopodobniej był sam Diaczenko, który według relacji jednego z weteranów ULS „palił się, aby wyszczerbić szable na bramach Warszawy”. Najwięcej spośród legionistów wysłanych do walki z polskim powstaniem wywodziło się z 2. i 4. sotni. Każda wystawiła po około 70 policjantów, do Warszawy udali się także ich dowódcy: ppor. Mychajło Karkoć i kpt. Soreslaw Borysten. Do grupy bojowej Diaczenki przydzielono również ponad 30 legionistów z 1. sotni liniowej i sotni ckm oraz około 20 legionistów z 3. sotni. Wytypowano ponadto pewną liczbę członków sztabu i członków personelu pomocniczego; wśród nich m.in. byłego dowódcę zgrupowania partyzanckiego OUN-M na Wołyniu, Mykołę Niedźwieckiego ps. „Chrin”, lekarza Iwana Jürgensa oraz kilka sanitariuszek – w tym żony płk. Diaczenki i ppor. Karkocia. Według źródeł niemieckich w tłumieniu powstania uczestniczyło 219 członków ULS (wliczając sanitariuszki). Dodatkowo w składzie grupy bojowej znalazło się dwóch niemieckich funkcjonariuszy Sicherheitspolizei: SS-Untersturmführer Walter Väth i SS-Oberscharführer Schmelich, co podniosło jej całkowitą liczebność do 221 ludzi. Jest możliwe, że Väth pełnił funkcję łącznika z niemieckimi władzami policyjnymi w Warszawie. Część autorów jest skłonna szacować liczebność grupy bojowej Diaczenki nawet na około 400 ludzi, jednakże zdaniem Marcina Majewskiego są to szacunki znacznie zawyżone.
ULS najprawdopodobniej znalazł się w Warszawie na początku września 1944 roku, z pewnością przed 4 września. Walczył tam przez około 2–3 tygodnie; miasto opuścił nie wcześniej jak po 13 września i nie później jak 23 września. Ustalenie, jak dokładnie przebiegał jego szlak bojowy, budzi jednak szereg trudności. Prawdopodobnie Niemcy pierwotnie zamierzali użyć ULS podczas generalnego szturmu na Stare Miasto, lecz wobec opuszczenia tej dzielnicy przez powstańców (1–2 września) jednostkę przerzucono na Powiśle. Zeznania jednego z byłych legionistów sugerują, że ULS operował w rejonie ówczesnej ul. 6 Sierpnia (ob. al. Wyzwolenia), aczkolwiek stoi to w sprzeczności z opisami topografii terenu walk, znajdującymi się w zeznaniach zarówno jego samego, jak i innych legionistów. Jest więc możliwe, że podczas walk na Powiślu legion zajmował pozycje wzdłuż obecnego Wybrzeża Kościuszkowskiego (pomiędzy mostem Poniatowskiego a ul. Karową). Następnie legioniści prawdopodobnie wzięli udział w walkach na Solcu. W swym artykule z 2005 roku Marcin Majewski przypuszczał, że ULS zajmował wtedy pozycje między współczesnym parkiem Marszałka Edwarda Rydza-Śmigłego a brzegiem Wisły, skąd nacierał na północ w kierunku ulic Wilanowskiej i Ludnej. Nie wykluczał również, że ULS przerzucono z Wybrzeża Kościuszkowskiego w rejon na wschód od ul. Frascati. W kolejnym artykule, opublikowanym 19 lat później, przychylał się jednak do hipotezy, że w czasie walk o Powiśle Czerniakowskie legioniści nacierali wzdłuż ul. Smolnej w kierunku ul. Rozbrat. Przy tej ostatniej ulicy mógł zajmować pozycje w ostatnim tygodniu swojego pobytu w Warszawie, uczestnicząc w blokadzie okrążonego powstańczego zgrupowania na Solcu. Przeciwnikami legionistów byli w tym czasie żołnierze Armii Krajowej ze Zgrupowania „Radosław” i/lub Zgrupowania „Kryska” oraz przerzucone z prawego brzegu Wisły pododdziały 1 Armii Wojska Polskiego.
Według niemieckiej dokumentacji między 4 a 13 września grupa bojowa ULS poniosła straty w wysokości 10 zabitych i 34 rannych (20% stanu osobowego). Przesłuchiwani po wojnie legioniści szacowali natomiast straty swojej jednostki na około 20–30 zabitych. Hubert Kuberski przypuszcza, że największe straty ULS musiał ponieść w czasie walk na Solcu. Majewski, opierając się na analizie niemieckich dokumentów, uważa natomiast, że ULS największe straty odniósł w swym pierwszym starciu z powstańcami na Powiślu (4 września), kiedy to polec miało sześciu legionistów. Te same dokumenty wskazują, że kolejnych dwóch legionistów poległo 9 września, a po jednym 7 i 13 września.
Legionistom zazwyczaj przypisywana jest jedna zbrodnia wojenna w Warszawie, tj. zgwałcenie i zamordowanie trzech polskich kobiet przy ul. Bednarskiej 23. Jak wskazuje jednak Majewski, ani protokoły Polskiego Czerwonego Krzyża, ani zeznania Danuty Karczewskiej, która odnalazła zwłoki ofiar, nie zawierają żadnych wskazówek na temat sprawców, a w szczególności w żaden sposób nie wiążą tej zbrodni z członkami ULS czy też jakimikolwiek innymi Ukraińcami. Nie jest również znana dokładna data mordu, ani nawet data odnalezienia zwłok ofiar. Wiadomo jednocześnie, że w czasie walk powstańczych rejon ul. Bednarskiej był obszarem działania także innych jednostek niemieckich i kolaboranckich.
Polikarp Szafeta zarzucił członkom ULS wymordowanie pacjentów i personelu jednego z powstańczych szpitali na Powiślu Czerniakowskim, jednakże ze względu na fakt, że źródłem tego oskarżenia jest wydany w ZSRR propagandowy pamflet przeciwko ukraińskim nacjonalistom, nie można uznać tego źródła za w pełni wiarygodne. Jednocześnie nie można go jednak całkowicie dezawuować, gdyż nie jest wykluczone, że Szafeta miał dostęp do protokołów zeznań byłych legionistów, znajdujących się w archiwach KGB.
Po zakończeniu walk w Warszawie, najpóźniej w okolicach 23 września, ULS został przerzucony w rejon Leszna na obrzeżach Puszczy Kampinoskiej. Stanowił odtąd część niemieckiego kordonu odgradzającego Warszawę od stacjonującej w puszczy Grupy AK „Kampinos”. 24 września legioniści spacyfikowali Zaborówek. Zabili wtedy dwóch Polaków, a kolejnych 49 aresztowali. Ponadto spalili 26 zagród bezpośrednio w spacyfikowanej wsi, a kolejnych pięć w pobliżu miejsca zakwaterowania. Od 27 września ULS uczestniczył w operacji przeciwpartyzanckiej Sternschnuppe w Puszczy Kampinoskiej. Operował wtedy wspólnie z 34. pułkiem strzeleckim policji, w ramach grupy „Süd”. Nie brał udziału w bitwie pod Jaktorowem, zakończonej rozbiciem Grupy „Kampinos”.
Po zakończeniu operacji w Puszczy Kampinoskiej grupa bojowa Diaczenki powróciła do zrujnowanej i opustoszałej Warszawy, gdzie stacjonowała do 12 października, a według innych źródeł – do połowy listopada.

### Dalsze losy
W czasie gdy grupa bojowa Diaczenki walczyła w Warszawie, sotnia „Makucha” prowadziła działania przeciwpartyzanckie w okolicach Nowego Sącza, Krynicy i Czorsztyna. W kolejnych tygodniach wszystkie poddziały ULS ponownie skoncentrowano, tym razem we wsi Targowisko na Podgórzu Bocheńskim. Legion nadal był wykorzystywany do zwalczania polskiej partyzantki; m.in. w styczniu 1945 roku wziął udział w starciach w okolicach Zakopanego.
W tym samym miesiącu ULS przerzucono do Cieszyna, a stamtąd do Ostrawy. Na początku lutego 1945 roku jego pododdziały przewieziono koleją przez Wiedeń do Mariboru w Słoweni. Zadaniem legionu miało być odtąd zwalczanie komunistycznej partyzantki pod wodzą Josipa Broz Tity.
Niedługo później władze niemieckie podjęły zamiar wcielenia ULS w skład złożonej z Ukraińców 14 Dywizji Grenadierów SS. Wizja wcielenia do jednostki, która znajdowała się pod nawet ściślejszą kontrolą Niemców niż ULS, wzburzyła wielu legionistów. Sytuację pogorszyło postępowanie Biegelmayera, który postanowił osobiście oznajmić żołnierzom decyzję niemieckiego dowództwa, lecz jego źle przemyślane przemówienie dodatkowo pogorszyło panującą w jednostce atmosferę. W konsekwencji około 250 legionistów pod wodzą Romana Kiweljuka ps. „Woron” (2/3 składu ULS) zdezerterowało z zamiarem dołączenia do serbskich czetników. Ci ostatni, z którymi plany te nie były wcześniej konsultowane, odmówili jednak współpracy i zaalarmowali mariborską placówkę Gestapo. Dezerterzy zostali wyprowadzeni przez czetników na otwartą przestrzeń, gdzie wkrótce otoczyli ich Niemcy i żołnierze 14. DGren SS. W pewnym momencie doszło do strzelaniny, w której jeden z dezerterów został ranny. Ostatecznie po negocjacjach, w których kluczową rolę odegrał Lubomyr Makaruszka, „Woron” w zamian za obietnicę amnestii  zdecydował się wraz z towarzyszami złożyć broń i powrócić do macierzystej jednostki. Niedługo później, mimo wcześniejszych gwarancji bezpieczeństwa, prowodyr dezercji został w niejasnych okolicznościach zabity przez Niemców.
W marcu 1945 roku ULS został ostatecznie rozwiązany i wcielony w skład 14. DGren SS. Oficerów i podoficerów wcielono do batalionu zapasowego dywizji, a szeregowych żołnierzy rozproszono po poszczególnych pododdziałach. W maju 1945 roku byli legioniści wraz z pozostałymi żołnierzami 14. DGren SS znaleźli się w alianckiej niewoli. Nie podzielili losu członków innych wschodnich formacji kolaboracyjnych, którzy zostali wydani Sowietom. Wielu z własnej woli zdecydowało się jednak na powrót do Polski lub ZSRR. Inni pozostali na emigracji w państwach Zachodu.

## Struktura organizacyjna
W sierpniu 1944 roku, podczas pobytu w Bukowskiej Woli, struktura organizacyjna ULS przedstawiała się następująco:
- 1. sotnia liniowa (sotenny Iwan Hunia ps. „Orłyk”);
- 2. sotnia liniowa (ppor. Mychajło Karkoć ps. „Wowk”);
- 3. sotnia liniowa (Jurij Makuch ps. „Makuch”);
- 4. sotnia liniowa (kpt. Soreslaw Borysten);
- kompania ckm (por. Ewhen Popiwskij);
- pluton/sekcja żandarmerii (kpr. Andrij Kowal);
- czota jazdy (chor. Roman Kiweljuk ps. „Woron”).